# 22 stycznia
22 stycznia jest 22. dniem w kalendarzu gregoriańskim. Do końca roku pozostało 343 (w latach przestępnych 344) dni.

## Święta
- Imieniny obchodzą: Anastazy, Dobromysł, Dominik, Dorian, Gaudencjusz, Gaudenty, Jutrogost, Kasandra, Laura, Mateusz, Sulisław, Uriel i Wincenty.
- Polska – Dzień Dziadka
- Saint Vincent i Grenadyny – Święto Saint Vincent i Grenadyn
- Ukraina – Dzień Jedności Ukrainy
- Węgry – Dzień Kultury Węgierskiej
- Wspomnienia i święta w Kościele katolickim[1][2] obchodzą:
  - św. Anastazy Pers (mnich)
  - św, Blezylla (wdowa) (córka św. Pauli Rzymianki)
  - św. Irena z Rzymu (wdowa i męczennica)
  - bł. Laura Vicuña
  - św. Wincenty Pallottii (prezbiter)
  - bł. Wilhelm Józef Chaminade (prezbiter)
  - św. Wincenty z Saragossy (diakon i męczennik)
  - bł. Władysław Batthyány-Strattmann

## Wydarzenia w Polsce

Symbol powstańców styczniowych

- 1261 – Wołczyn otrzymał prawa miejskie.
- 1350 – Król Kazimierz III Wielki sprzedał dziedziczne wójtostwo radomskie Konradowi z Warszawy (początek organizacji Nowego Radomia).
- 1510 – W Kamieńcu Podolskim podpisano układ pokojowy kończący polsko-mołdawską wojnę o Pokucie.
- 1526 – W Gdańsku wybuchły rozruchy wywołane przez luterańskich mieszkańców miasta.
- 1558 – Rozpoczęły się wojny inflanckie.
- 1624 – Witebsk utracił prawa magdeburskie.
- 1656 – Potop szwedzki: na zamku w Łańcucie przekształcono konfederację tyszowiecką w konfederację generalną.
- 1664 – IV wojna polsko-rosyjska: wojska polsko-kozackie rozpoczęły oblężenie Głuchowa.
- 1796 – Bobrujsk, Dawidgródek, Dokszyce i Postawy otrzymały herby miejskie.
- 1832 – W dokonanej przez pruskich żołnierzy masakrze w Fiszewie (obecnie województwo warmińsko-mazurskie) zginęło 8 polskich weteranów powstania listopadowego, a 12 odniosło ciężkie obrażenia.
- 1863 – Wybuchło powstanie styczniowe.
- 1920:
  - 13-letni obrońca Lwowa Antoni Petrykiewicz został odznaczony pośmiertnie Krzyżem Srebrnym Orderu Virtuti Militari, zostając jego najmłodszym kawalerem w historii.
  - Wojsko Polskie wkroczyło do Chełmna.
- 1922 – Powstała Korporacja Akademicka Respublica.
- 1925 – Warszawska Rada Miejska podjęła decyzję o wykupieniu majątków w Okęciu, Paluchu i Służewcu pod budowę lotniska i obiektów sportowych.
- 1938 – Otwarto Wysokogórskie Obserwatorium Meteorologiczne Kasprowy Wierch.
- 1943:
  - Gen. Stefan Rowecki „Grot” wydał rozkaz o utworzeniu Kedywu AK.
  - W nocy z 22 na 23 stycznia dowodzony przez Izraela Ajzenmana ps. „Lew” oddział Gwardii Ludowej dokonał mordu na 7 mieszkańcach Drzewicy (powiat opoczyński) – działaczach i żołnierzach podziemia narodowego.
- 1945:
  - Do Wodzisławia Śląskiego dotarł marsz śmierci z obozu Auschwitz-Birkenau.
  - Armia Czerwona zajęła miasta: Gołańcz, Kcynia, Margonin, Milicz, Odolanów, Olsztyn, Pasym, Pobiedziska, Pyskowice, Rawicz, Stary Sącz i Września.
- 1946 – Rada Ministrów wydała dekret o utworzeniu Najwyższego Trybunału Narodowego do osądzenia zbrodniarzy nazistowskich.
- 1954 – Przy placu Powstańców Warszawy 7 uruchomiono Doświadczalny Ośrodek Telewizyjny z własnym zespołem dziennikarskim.
- 1957 – W Warszawie został uprowadzony i zamordowany przez nieznanych sprawców 15-letni Bohdan Piasecki, syn Bolesława, lidera przedwojennej ONR Falangi i powojennego Stowarzyszenia „PAX”.
- 1971 – Rozpoczął się strajk w Stoczni im. Adolfa Warskiego w Szczecinie.
- 1972 – Otwarto Muzeum Uniwersytetu Medycznego w Łodzi.
- 1978:
  - 15 osób zginęło, a 14 odniosło obrażenia w wyniku zderzenia autobusu rejsowego PKS z radziecką ciężarówką wojskową w Osiecznicy koło Krosna Odrzańskiego.
  - Założono opozycyjne Towarzystwo Kursów Naukowych.
- 1999 – Sejm RP przyjął ustawę o ochronie informacji niejawnych.
- 2007 – W Warszawie rozpoczęły się Mistrzostwa Europy w Łyżwiarstwie Figurowym.
- 2010 – Trzęsienie ziemi o sile 4,7 stopnia w skali Richtera z epicentrum w okolicy Pajęczna.

## Wydarzenia na świecie
- 871 – Wojska króla anglosaskiego Ethelreda I poniosły klęskę w bitwie pod Basing z najeźdźcami duńskimi.
- 1188 – Alfons IX został królem Leónu.
- 1349 – Około 400 Żydów oskarżanych o wywołanie epidemii czarnej śmierci zginęło w pogromie w niemieckim mieście Spira.
- 1506 – Na zlecenie papieża Juliusza II do Rzymu wkroczyło 150 szwajcarskich najemników, dając początek Gwardii Szwajcarskiej.
- 1517 – Podbój Egiptu przez Turków osmańskich: sułtan Selim I Groźny pokonał mameluków w bitwie pod Ar-Rajdanijją.
- 1555 – Wojska króla Birmy Bayinnaunga podbiły Królestwo Ava.
- 1588 – Papież Sykstus V powołał Świętą Kongregację Obrzędów.
- 1632 – Wojna trzydziestoletnia: wojska szwedzkie zdobyły Wismar nad Bałtykiem, przejmując całą tzw. flotę wismarską Ligi Katolickiej, której podstawą była polska flota wojenna Zygmunta III Wazy.
- 1689 – Zwołany nielegalnie tzw. Parlament Konwencyjny ustanowił nowe zasady sukcesji tronu angielskiego, wykluczające odtąd na zawsze wszystkich książąt katolickich lub ożenionych z katoliczkami.
- 1771 – Hiszpania scedowała Falklandy na rzecz Wielkiej Brytanii.
- 1784 – Założono miasto Berysław na Ukrainie.
- 1813 – Wojna brytyjsko-amerykańska: kapitulacja amerykańskich oddziałów, otoczonych przez połączone siły brytyjsko-indiańskie pod Frenchtown.
- 1820 – Decydujące zwycięstwo wojsk portugalsko-brazylijskich nad dowodzonymi przez José Gervasio Artigasa bojownikami o niepodległość prowincji Banda Oriental (obecnie Urugwaj) w bitwie pod Tacuarembó.
- 1823 – Poeta Ferenc Kölcsey napisał tekst pieśni Boże zbaw Węgrów, późniejszego hymnu Węgier.
- 1824 – I wojna Brytyjczyków z Aszanti: klęska wojsk brytyjskich w bitwie pod Nsamankow (dzisiejsza Ghana).
- 1828 – Arthur Wellesley został premierem Wielkiej Brytanii.
- 1849 – II wojna Brytyjczyków z Sikhami: po trwającym 9 miesięcy oblężeniu wojska brytyjskie zdobyły miasto Multan w dzisiejszym Pakistanie.
- 1879:
  - Obrączkowe zaćmienie Słońca widoczne nad Ameryką Południową, południowym Atlantykiem, Afryką i Oceanem Indyjskim.
  - Wojna brytyjsko-zuluska: klęska wojsk brytyjskich w bitwie pod Isandlwana i zwycięstwo w bitwie pod Rorke’s Drift.
- 1890 – Założono Związek Górników Amerykańskich.
- 1896 – I wojna włosko-abisyńska: kapitulacja włoskiego garnizonu w oblężonym Mekelie.
- 1901 – Po śmierci swej matki Wiktorii Hanowerskiej królem Wielkiej Brytanii został Edward VII.
- 1905 – Na rozkaz cesarza Mikołaja II Romanowa wojsko otworzyło ogień do demonstrantów w Petersburgu (tzw. „krwawa niedziela”). Według oficjalnych danych zginęły 93 osoby, 333 odniosło rany (34 z nich zmarło), źródła nieoficjalne mówią o setkach zabitych (od 800 do 1000).
- 1910 – W USA, Barbara Sławińska jako pierwsza kobieta narodowości polskiej została ordynowana na pastora[3].
- 1911 – Otwarto Stadion Luigiego Ferrarisa w Genui.
- 1915:
  - I wojna światowa: zwycięstwem polskich legionistów i wspierających ich oddziałów austro-węgierskich nad wojskami rosyjskimi zakończyła się bitwa pod Kirlibabą w Rumunii.
  - Ponad 600 osób zginęło w wyniku runięcia pociągu w przepaść pod Guadalajarą w Meksyku.
- 1919 – W Kijowie ogłoszono Akt Zjednoczenia Ukrainy.
- 1924 – Ramsay MacDonald został premierem Wielkiej Brytanii.
- 1925 – Kostaryka wystąpiła z Ligi Narodów.
- 1927 – Pierwsza w historii radiowa transmisja z meczu piłkarskiego (Arsenal F.C.-Sheffield United F.C.).
- 1932 – W Salwadorze wybuchło powstanie przeciwko dyktaturze gen. Maximiliano Martíneza.
- 1939 – W rozegranym w Paryżu pierwszym w historii meczu piłkarskim pomiędzy obiema drużynami reprezentacja Francji pokonała reprezentację Polski 4:0.
- 1941 – II wojna światowa w Afryce: wojska brytyjskie i australijskie zdobyły Tobruk.
- 1943 – Wojna na Pacyfiku: zwycięstwo aliantów w bitwie pod Sananandą.
- 1944 – Kampania włoska: wojska amerykańskie wylądowały pod Anzio (operacja „Shingle”).
- 1946:
  - Na terytorium irańskiej części Kurdystanu proklamowano niepodległość Republiki Mahabadzkiej.
  - Została utworzona Centralna Grupa Wywiadu (CIG), przekształcona 26 lipca 1947 roku w Centralną Agencję Wywiadowczą (CIA).
- 1947 – Paul Ramadier został premierem Francji.
- 1953 – Na Broadwayu odbyła się premiera dramatu Czarownice z Salem Arthura Millera.
- 1954 – Uruchomiono komunikację tramwajową w rosyjskim Nowoczerkasku.
- 1957 – Wojska izraelskie zakończyły operację wycofywania się z półwyspu Synaj, oprócz Strefy Gazy i Szarm el-Szejk.
- 1961 – Bojownicy z portugalsko-hiszpańskiego Iberyjskiego Rewolucyjnego Dyrektoriatu Wyzwolenia uprowadzili portugalski liniowiec „Santa Maria”, na pokładzie którego znajdowało się 350 członków załogi oraz 586 pasażerów. Po 12 dniach porywacze uzyskali azyl polityczny w Brazylii.
- 1962 – Organizacja Państw Amerykańskich zawiesiła Kubę w prawach członka.
- 1963 – Kanclerz RFN Konrad Adenauer i prezydent Francji Charles de Gaulle podpisali Traktat Elizejski.
- 1964 – Kenneth Kaunda został pierwszym premierem Rodezji Północnej (obecnie Zambia).
- 1966 – Papież Paweł VI ustanowił archidiecezję Anchorage na Alasce.
- 1968 – NASA wystrzeliła bezzałogowy statek kosmiczny Apollo 5.
- 1969 – 22-letni dezerter Wiktor Iljin otworzył w Moskwie ogień z dwóch pistoletów w kierunku limuzyny z kosmonautami wspólnej misji Sojuz 4 i Sojuz 5, tuż przed uroczystością ich odznaczenia na Kremlu, w wyniku czego ciężkie obrażenia odniósł kierowca, który zmarł następnego dnia. Celem zamachu miał być Leonid Breżniew, którego limuzyna pojechała zmienioną trasą.
- 1970 – Dramaturg Eugène Ionesco został członkiem Akademii Francuskiej.
- 1972 – W Brukseli podpisano traktat o przystąpieniu Danii, Irlandii i Wielkiej Brytanii do Wspólnoty Europejskiej w dniu 1 stycznia 1973 roku.
- 1973:
  - 176 osób zginęło w katastrofie jordańskiego Boeinga 707 w mieście Kano w Nigerii.
  - Sąd Najwyższy Stanów Zjednoczonych wydał wyrok w sprawie Roe v. Wade obalający antyaborcyjne prawo stanu Teksas, co dotyczy też pozostałych stanów.
- 1975 – Został wystrzelony amerykański satelita środowiskowy Landsat 2.
- 1979:
  - Wojna ugandyjsko-tanzańska: zwycięstwo wojsk tanzańskich w bitwie pod Mutukulą.
  - W przeprowadzonym przez Mosad zamachu bombowym w Bejrucie zginął Ali Hasan Salama, przywódca (pod nazwiskiem Abu Hassan) organizacji „Czarny Wrzesień”, odpowiedzialnej m.in. za zamordowanie 11 izraelskich sportowców w czasie Letnich Igrzysk Olimpijskich w Monachium w 1972 roku oraz założyciel organizacji Brygada 17. Śmierć poniosło również 4 członków jego ochrony i 4 przypadkowe osoby.
- 1980:
  - Fizyk i dysydent Andriej Sacharow został aresztowany i skazany na wewnętrzne wygnanie do miasta Gorki (Niżny Nowogród) z powodu krytyki radzieckiej interwencji w Afganistanie.
  - Wojna domowa w Salwadorze: co najmniej 22 osoby zginęły, a setki zostało rannych w czasie tłumienia przez Gwardię Narodową antyrządowej manifestacji w San Salvador.
- 1983 – Szwedzki tenisista Björn Borg zakończył karierę sportową.
- 1987 – Oskarżony o korupcję skarbnik stanowy Pensylwanii Budd Dwyer zastrzelił się podczas konferencji prasowej w Harrisburgu.
- 1991 – Wojna nad Zatoką Perską: Irakijczycy podpalili szyby naftowe w Kuwejcie.
- 1995 – 19 Izraelczyków zginęło, a 69 odniosło obrażenia w samobójczym zamachu bombowym przeprowadzonym przez dwóch członków Islamskiego Dżihadu na przystanku autobusowym w Beit Lid.
- 1996 – Kostas Simitis został premierem Grecji.
- 1997 – Petyr Stojanow został prezydentem Bułgarii.
- 1998 – Izraelska rakieta nośna Shavit-1, mająca wynieść na orbitę satelitę szpiegowskiego, eksplodowała krótko po stracie i wpadła do Morza Śródziemnego.
- 2000 – Gustavo Noboa został prezydentem Ekwadoru.
- 2002 – Georgi Pyrwanow został prezydentem Bułgarii.
- 2003 – Ustanowiono hymn Wyspy Man.
- 2006:
  - Aníbal Cavaco Silva wygrał w pierwszej turze wybory prezydenckie w Portugalii.
  - Evo Morales został prezydentem Boliwii.
  - Kobe Bryant ustanowił drugi w historii NBA wynik pod względem liczby punktów zdobytych w jednym meczu przeciwko Toronto Raptors (81).
- 2007 – Co najmniej 88 osób zginęło, a ponad 160 odniosło obrażenia w eksplozjach dwóch samochodów-pułapek w centrum Bagdadu.
- 2008 – W sądzie w czeskim Hradcu Královym rozpoczął się proces byłego pielęgniarza Petra Zelenki, oskarżonego o zabicie 7 pacjentów szpitala w Havlíčkův Brodzie.
- 2010 – Ireneusz został wybrany przez Sobór Biskupów Serbskiego Kościoła Prawosławnego na 55. patriarchę Serbii.
- 2013 – Koalicja partii Likud-Jisra’el Betenu wygrała przedterminowe wybory do izraelskiego Knesetu.
- 2014:
  - Laimdota Straujuma została pierwszą kobietą-premierem Łotwy.
  - Protesty na Ukrainie: 5 osób zginęło w wyniku zamieszek na Euromajdanie i ul. Hruszewskiego w Kijowie.
- 2015 – W wyniku ofensywy szyickich rebeliantów pod wodzą Muhammada Ali al-Husiego zostali zmuszeni do ustąpienia z zajmowanych stanowisk prezydent Abd Rabbuh Mansur Hadi i premier Jemenu Chalid Bahah.
- 2016 – Tihomir Orešković został premierem Chorwacji.
- 2017 – Rumen Radew został prezydentem Bułgarii.
- 2018 – George Weah został prezydentem Liberii.

## Urodzili się
- 1263 – Ibn Tajmijja, muzułmański teolog, prawnik, uczony sunnicki (zm. 1328)
- 1397 – Ludwik Walezjusz, delfin Francji (zm. 1415)
- 1440 – Iwan III Srogi, wielki książę moskiewski, święty prawosławny (zm. 1505)
- 1492 – Beatrycze, księżniczka badeńska, księżna Palatynatu-Simmern (zm. 1535)
- 1520 – Taddeo Gaddi, włoski duchowny katolicki, arcybiskup Cosenzy, kardynał (zm. 1561)
- 1536 – Filibert, margrabia Baden-Baden (zm. 1569)
- 1561 – Francis Bacon, angielski filozof, prawnik, polityk (zm. 1626)
- 1569 – Lucio Massari, włoski malarz (zm. 1633)
- 1572 – John Donne, angielski pisarz (zm. 1631)
- 1573 – Sebastian Vrancx, flamandzki malarz (zm. 1647)
- 1588 – John Winthrop, angielski prawnik, kolonizator (zm. 1649)
- 1592 – Pierre Gassendi, francuski duchowny katolicki, filozof, astronom, astrolog, nauczyciel (zm. 1655)
- 1645 – William Kidd, szkocki korsarz (zm. 1701)
- 1649 – (data chrztu) Pascal Collasse, francuski kompozytor (zm. 1709)
- 1661 – Joseph Fleuriau d’Armenonville, francuski polityk (zm. 1728)
- 1674:
  - Caspar van Citters, holenderski polityk (zm. 1734)
  - Dorota Maria, księżniczka Saksonii-Gotha-Altenburg, księżna Saksonii-Meiningen (zm. 1713)
- 1677 – Antonio Schinella Conti, włoski fizyk, matematyk (zm. 1749)
- 1689 – Philibert Orry, francuski arystokrata, polityk (zm. 1747)
- 1690 – Nicolas Lancret, francuski malarz (zm. 1743)
- 1697 – Antoine-Martin de Chaumont de la Galaizière, francuski arystokrata, prawnik, polityk, kanclerz Księstwa Lotaryngii (zm. 1783)
- 1722 – Aleksander Paweł Zatorski, polski poeta, prozaik (zm. 1752)
- 1729 – Gotthold Ephraim Lessing, niemiecki estetyk, pisarz, krytyk i teoretyk literacki (zm. 1781)
- 1733 – Philip Carteret, brytyjski admirał, odkrywca (zm. 1796)
- 1756 – Vincenzo Righini, włoski kompozytor, śpiewak operowy (tenor) (zm. 1812)
- 1771 – James Fenner, amerykański prawnik, polityk, senator (zm. 1846)
- 1773:
  - Clemens August Droste zu Vischering, niemiecki duchowny katolicki, arcybiskup Kolonii (zm. 1845)
  - Thomas Weld, brytyjski duchowny katolicki, biskup koadiutor Kingston w Kanadzie, kardynał (zm. 1837)
- 1788 – George Gordon Byron, brytyjski poeta (zm. 1824)
- 1789 – Łukasz Passi, włoski duchowny katolicki, błogosławiony (zm. 1866)
- 1796 – Karl Claus, rosyjski chemik, botanik, farmaceuta pochodzenia niemieckiego (zm. 1864)
- 1797 – Maria Leopoldyna Habsburg, arcyksiężna austriacka, cesarzowa Brazylii, królowa Portugalii i Algarve (zm. 1826)
- 1802 – Richard Upjohn, amerykański architekt pochodzenia brytyjskiego (zm. 1878)
- 1805 – José Domínguez Bécquer, hiszpański malarz (zm. 1841)
- 1808 – Vincenzo Massoni, włoski duchowny katolicki, arcybiskup, dyplomata papieski (zm. 1857)
- 1812 – Aleksandra Faucher, polska pianistka, działaczka społeczna (zm. 1905)
- 1814 – Eduard Zeller, niemiecki teolog, filozof (zm. 1908)
- 1815 – Karl Volkmar Stoy, niemiecki pedagog (zm. 1885)
- 1816:
  - Catherine Wolfe Bruce, amerykańska donatorka astronomii (zm. 1900)
  - Paul Giéra, francuski poeta tworzący w dialekcie prowansalskim (zm. 1861)
- 1823 – Mario Mocenni, włoski duchowny katolicki, dyplomata, wysoki urzędnik Kurii Rzymskiej, kardynał (zm. 1904)
- 1826 – Friedrich Ueberweg, niemiecki filozof, historyk filozofii (zm. 1871)
- 1829 – Emilio Visconti-Venosta, włoski markiz, polityk, dyplomata (zm. 1914)
- 1836 – Franciszek Krupiński, polski filozof, publicysta (zm. 1898)
- 1840 – Wincenty Rapacki (ojciec), polski aktor, reżyser teatralny (zm. 1924)
- 1842 – Henri Maréchal, francuski kompozytor (zm. 1924)
- 1843 – Józef Konstanty Kusztelan, polski działacz społeczny i gospodarczy (zm. 1907)
- 1845 – Paul Vidal de la Blache, francuski geograf (zm. 1918)
- 1848 – Eliodoro Villazón, boliwijski dziennikarz, polityk, prezydent Boliwii (zm. 1939)
- 1849:
  - Romana Popiel, polska aktorka (zm. 1933)
  - August Strindberg, szwedzki prozaik, dramaturg, poeta, malarz, fotograf (zm. 1912)
- 1850 – Karl Litzmann, niemiecki generał (zm. 1936)
- 1852:
  - Joshua W. Alexander, amerykański polityk, sekretarz handlu (zm. 1936)
  - Remigiusz Isoré, francuski jezuita, misjonarz, męczennik, święty (zm. 1900)
- 1855 – Albert Neisser, niemiecki dermatolog, wenerolog (zm. 1916)
- 1858:
  - Karl Masner, niemiecki muzealnik (zm. 1936)
  - Beatrice Webb, brytyjska socjalistka, ekonomistka (zm. 1943)
- 1861:
  - George Fuller, australijski polityk (zm. 1940)
  - Charles Aurelius Smith, amerykański prawnik, polityk (zm. 1916)
- 1862:
  - Vito Cascio Ferro, włoski mafioso (zm. ?)
  - Arseniusz (Stadnicki), rosyjski duchowny prawosławny, metropolita taszkencki (zm. 1936)
- 1863 – Józef Tomicki, polski elektrotechnik, działacz społeczny (zm. 1925)
- 1864 – Dymitr (Dobrosierdow), rosyjski biskup prawosławny, nowomęczennik (zm. 1937)
- 1865 – Wilbur Scoville, amerykański chemik, farmaceuta (zm. 1942)
- 1866 – Karol Mátyás, polski etnograf, folklorysta (zm. 1917)
- 1867 – Leon Korwin-Mikucki, polski inżynier mechanik (zm. 1920)
- 1869:
  - José Vicente de Freitas, portugalski generał, polityk, przewodniczący Rady Ministrów Portugalii (zm. 1952)
  - Grigorij Rasputin, rosyjski mnich, faworyt rodziny cara Mikołaja II (zm. 1916)
- 1870 – Charles Tournemire, francuski kompozytor, organista (zm. 1939)
- 1871:
  - Georg Busse, niemiecki prawnik, polityk (zm. 1945)
  - Leon Jessel, niemiecki kompozytor pochodzenia żydowskiego (zm. 1942)
- 1872:
  - Sadamichi Kitabayashi, japoński psychiatra, neuroanatom, wykładowca akademicki (zm. 1948)
  - Stanisław Śliwieński, polski prawnik, generał brygady (zm. 1946)
  - Katai Tayama, japoński pisarz (zm. 1930)
- 1873:
  - Kazimierz Majewski, polski okulista, wykładowca akademicki (zm. 1959)
  - Johannes Wende, niemiecki architekt i budowniczy (zm. 1954)
- 1874:
  - Leonard Eugene Dickson, amerykański matematyk, wykładowca akademicki (zm. 1954)
  - Józef Kwiatek, polski działacz socjalistyczny, dziennikarz pochodzenia żydowskiego (zm. 1910)
  - Vincenzo Lapuma, włoski kardynał, wysoki urzędnik Kurii Rzymskiej (zm. 1943)
- 1875 – David W. Griffith, amerykański reżyser filmowy (zm. 1948)
- 1876 – Flora Sandes, brytyjska kapitan, pielęgniarka w służbie serbskiej (zm. 1956)
- 1877:
  - Wincenty Baranowski, polski działacz ludowy, polityk, minister bez teki, poseł na Sejm RP i PRL (zm. 1957)
  - Bolesław Leśmian, polski poeta, notariusz pochodzenia żydowskiego (zm. 1937)
  - Hjalmar Schacht, niemiecki ekonomista, polityk (zm. 1970)
- 1878 – Paweł Pośpiech, polski duchowny katolicki, dziennikarz, wydawca, działacz narodowy, polityk, członek Naczelnej Rady Ludowej, poseł do Reichstagu i na Sejm Ustawodawczy (zm. 1922)
- 1879:
  - Francis Picabia, francuski malarz, poeta (zm. 1953)
  - Joseph Wittig, niemiecki teolog, filozof, pisarz (zm. 1949)
- 1880:
  - Roman Borkenhagen, polski drukarz (zm. 1952)
  - Frigyes Riesz, węgierski matematyk (zm. 1956)
- 1882:
  - Theodore Kosloff, amerykański aktor, tancerz, choreograf pochodzenia rosyjskiego (zm. 1956)
  - Henryk Segno, polski pilot, pionier polskiego lotnictwa (zm. 1964)
- 1883 – Jerzy Bandrowski, polski pisarz (zm. 1940)
- 1886 – John J. Becker, amerykański kompozytor, dyrygent, pedagog (zm. 1961)
- 1888:
  - Stefan Kopeć, polski biolog, fizjolog (zm. 1941)
  - Stefan Miler, polski legionista, pedagog, założyciel ogrodu zoologicznego w Zamościu (zm. 1962)
- 1889 – Henry Folland, brytyjski konstruktor i przedsiębiorca lotniczy (zm. 1954)
- 1891:
  - Moïse Kisling, francuski malarz, grafik pochodzenia polsko-żydowskiego (zm. 1953)
  - Zygmunt Nowakowski, polski pisarz (zm. 1963)
  - Pilar Villalonga Villalba, hiszpańska działaczka Akcji Katolickiej, męczennica, błogosławiona (zm. 1936)
- 1892:
  - Marcel Dassault, francuski konstruktor lotniczy (zm. 1986)
  - Anna Walewska, polska rzeźbiarka, aktorka, śpiewaczka operowa i operetkowa (zm. 1977)
- 1893 – Conrad Veidt, niemiecki aktor (zm. 1943)
- 1894 – Stanisław Klementowski, polski oficer, kawaler Orderu Virtuti Militari (zm. 1945)
- 1895 – Gustaw Cybulski, polski żołnierz, aktor, reżyser (zm. 1931)
- 1897:
  - Arthur Greiser, niemiecki polityk, namiestnik Rzeszy, prezydent Gdańska (zm. 1946)
  - Rosa Ponselle, amerykańska śpiewaczka operowa (sopran dramatyczny) (zm. 1981)
- 1898 – Władysław Suszyński, polski duchowny katolicki, biskup sufragan i administrator apostolski białostocki (zm. 1968)
- 1899 – Bertil Ohlson, szwedzki lekkoatleta, wieloboista (zm. 1970)
- 1900:
  - Ernst Busch, niemiecki piosenkarz, aktor (zm. 1980)
  - Ludovico di Caporiacco, włoski arachnolog, wykładowca akademicki (zm. 1951)
- 1901:
  - Hans Erich Apostel, austriacki kompozytor (zm. 1972)
  - Albert Hurtado Cruchaga, chilijski jezuita, święty (zm. 1952)
- 1902:
  - Daniel Kinsey, amerykański lekkoatleta, płotkarz (zm. 1970)
  - Iwan Kiriczenko, radziecki generał porucznik wojsk pancernych (zm. 1981)
  - Halina Korngold, polska malarka, rzeźbiarka, pisarka pochodzenia żydowskiego (zm. 1978)
- 1903 – Henryk Orkisz, polski geofizyk, wykładowca akademicki (zm. 1995)
- 1904:
  - George Balanchine, amerykański choreograf pochodzenia gruzińskiego (zm. 1983)
  - Stanisław Batko, polski botanik, mykolog, wykładowca akademicki (zm. 1975)
  - Arkadij Gajdar, rosyjski pisarz (zm. 1941)
  - Wincenty Potacki, polski artysta plastyk, projektant wzorów przemysłowych (zm. 2001)
- 1905 – Rajmund Wincenty Vargas González, meksykański męczennik, błogosławiony (zm. 1927)
- 1906:
  - Robert E. Howard, amerykański pisarz fantasy (zm. 1936)
  - Paolo Pedretti, włoski kolarz torowy (zm. 1983)
- 1907 – Mary Dresselhuys, holenderska aktorka (zm. 2004)
- 1908:
  - Lew Landau, rosyjski fizyk, laureat Nagrody Nobla pochodzenia żydowskiego (zm. 1968)
  - Nina Popowa, radziecka polityk (zm. 1994)
- 1909:
  - Porfirio Rubirosa, dominikański kierowca wyścigowy, gracz polo, dyplomata (zm. 1965)
  - Adolf Rudnicki, polski pisarz pochodzenia żydowskiego (zm. 1990)
  - Ann Sothern, amerykańska aktorka (zm. 2001)
  - Morris Swadesh, amerykański lingwista (zm. 1967)
  - U Thant, birmański polityk, sekretarz generalny ONZ (zm. 1974)
- 1910 – Irena Bajkowska, polska tłumaczka literatury rosyjskiej, pilotka (zm. 1997)
- 1911:
  - Mary Hayley Bell, brytyjska pisarka, aktorka (zm. 2005)
  - Bruno Kreisky, austriacki polityk, kanclerz Austrii (zm. 1990)
- 1913:
  - Stefan Wincenty Frelichowski, polski duchowny katolicki, błogosławiony (zm. 1945)
  - Elia Frosio, włoski kolarz torowy i szosowy (zm. 2005)
  - Kalervo Toivonen, fiński lekkoatleta, oszczepnik (zm. 2006)
- 1914:
  - Jacques Nguyễn Văn Mầu, wietnamski duchowny katolicki, biskup (zm. 2013)
  - Wincenty Okoń, polski pedagog (zm. 2011)
- 1916:
  - Henri Dutilleux, francuski kompozytor (zm. 2013)
  - Władysław Kazimierz Jasiński, polski onkolog (zm. 1989)
  - Ludwik Krempa, polski generał brygady pilot (zm. 2017)
  - Edmundo Suárez, hiszpański piłkarz, trener (zm. 1978)
- 1917:
  - Władysław Górski, polski prawnik (zm. 2015)
  - Łucja Khambang, tajska zakonnica, męczennica, błogosławiona (zm. 1940)
  - Bruce Shand, brytyjski oficer kawalerii (zm. 2006)
- 1918 – Józef Drożdż, polski instruktor harcerski, harcmistrz, członek ruchu oporu (zm. 2012)
- 1920:
  - Irving Kristol, amerykański filozof, pisarz polityczny (zm. 2009)
  - Chiara Lubich, włoska działaczka katolicka, założycielka Ruchu Focolari (zm. 2008)
  - Alf Ramsey, angielski trener piłkarski (zm. 1999)
- 1921:
  - Arno Babadżanian, ormiański kompozytor, pianista (zm. 1983)
  - Krzysztof Kamil Baczyński, polski poeta, uczestnik powstania warszawskiego (zm. 1944)
  - Józef Pielorz, polski duchowny katolicki, oblat, duszpasterz, historyk, publicysta (zm. 2016)
- 1922 – Mieczysław Maneli, polsko-amerykański dyplomata, prawnik, wykładowca akademicki pochodzenia żydowskiego (zm. 1994)
- 1923:
  - Michał Bałasz, polski architekt (zm. 2025)
  - Diana Douglas, amerykańska aktorka (zm. 2015)
  - Krzysztof Dunin-Wąsowicz, polski historyk, varsavianista, wykładowca akademicki (zm. 2013)
- 1924:
  - Loris Fortuna, włoski prawnik, polityk (zm. 1985)
  - J.J. Johnson, amerykański puzonista jazzowy (zm. 2001)
  - Ján Chryzostom Korec, słowacki duchowny katolicki, biskup Nitry, kardynał (zm. 2015)
- 1926:
  - Ferdinand Buffa, słowacki językoznawca, wykładowca akademicki (zm. 2012)
  - Otto Hemele, czeski piłkarz (zm. 2001)
  - Julian Jaworski, polski inżynier, polityk, poseł na Sejm PRL, wiceprezydent Krakowa (zm. 1975)
  - Helga Köpstein, niemiecka historyk, bizantynolog, wykładowczyni akademicka (zm. 2022)
  - Aurèle Nicolet, szwajcarski flecista (zm. 2016)
  - Tadeusz Rudolf, polski polityk, minister pracy, płac i spraw socjalnych (zm. 2018)
- 1927 – Hanna Lóránd, węgierska aktorka (zm. 2015)
- 1928:
  - Jerzy Gryglaszewski, polski inżynier, wynalazca
  - Piotr Proskurin, rosyjski pisarz (zm. 2001)
  - Shōzō Shimamoto, japoński artysta (zm. 2013)
- 1929:
  - Charles Beckwith, amerykański pułkownik (zm. 1994)
  - Pierre Even, francuski kolarz torowy (zm. 2001)
  - Jan Hijzelendoorn, holenderski kolarz torowy i szosowy (zm. 2008)
  - Fritz Lobinger, niemiecki duchowny katolicki, biskup Aliwal (zm. 2025)
  - Wołodymyr Petryszyn, ukraiński matematyk, wykładowca akademicki (zm. 2020)
- 1930:
  - Mariví Bilbao, hiszpańska aktorka (zm. 2013)
  - Daniel Camargo Barbosa, kolumbijski seryjny morderca (zm. 1994)
  - Olgierd Jędrzejczyk, polski dziennikarz (zm. 2010)
  - Yasutaka Matsudaira, japoński siatkarz, trener (zm. 2011)
  - Andrzej Misiorowski, polski konserwator zabytków, architekt (zm. 2016)
- 1931:
  - Elfriede Blauensteiner, austriacka seryjna morderczyni (zm. 2003)
  - Sam Cooke, amerykański kompozytor, piosenkarz (zm. 1964)
  - Alessandro Dordi, włoski duchowny katolicki, misjonarz, męczennik, błogosławiony (zm. 1991)
  - Bengt Eriksson, szwedzki kombinator norweski, skoczek narciarski (zm. 2014)
  - Josef Hamerl, austriacki piłkarz (zm. 2017)
  - Rauno Mäkinen, fiński zapaśnik (zm. 2010)
  - Stanisław Milewski, polski pisarz (zm. 2013)
  - Galina Zybina, rosyjska lekkoatletka, oszczepniczka, dyskobolka (zm. 2024)
- 1932:
  - Francisco Brines, hiszpański poeta (zm. 2021)
  - Mariano De Nicolò, włoski duchowny katolicki, biskup Rimini (zm. 2020)
  - Jan Kiedrowski, polski dziennikarz, dyplomata, tłumacz, polityk (zm. 1989)
  - Piper Laurie, amerykańska aktorka (zm. 2023)
  - Tom Railsback, amerykański polityk (zm. 2020)
  - Chica Xavier, brazylijska aktorka (zm. 2020)
- 1933:
  - Jurij Czesnokow, rosyjski siatkarz, trener (zm. 2010)
  - Honesto Pacana, filipiński duchowny katolicki, biskup Malaybalay (zm. 2024)
- 1934:
  - Wiesław Barej, polski fizjolog zwierząt (zm. 2000)
  - Bill Bixby, amerykański aktor (zm. 1993)
  - Marek Petrusewicz, polski pływak (zm. 1992)
- 1935:
  - Seymour Cassel, amerykański aktor (zm. 2019)
  - Pierre S. du Pont, amerykański polityk, gubernator stanu Delaware (zm. 2021)
  - Teresa May-Czyżowska, polska śpiewaczka operowa (sopran) (zm. 2012)
  - Aleksandr Mień, rosyjski duchowny prawosławny, filozof, teolog, ekumenista (zm. 1990)
  - Karl Sturm, niemiecki aktor (zm. 2017)
  - Walentina Tałyzina, rosyjska aktorka (zm. 2025)
- 1936:
  - Clive Derby-Lewis, południowoafrykański polityk (zm. 2016)
  - Krystyna Domańska-Maćkowiak, polska muzykolog, dyrygentka (zm. 2021)
  - Alan Heeger, amerykański fizyk, laureat Nagrody Nobla
  - Andrzej Jabłoński, polski supermaratończyk
  - Wincenty Lewandowski, polski funkcjonariusz SB
  - Juliette Mayniel, francuska aktorka (zm. 2023)
  - Ong Teng Cheong, singapurski architekt, polityk, prezydent Singapuru (zm. 2002)
  - Valerio Zanone, włoski dziennikarz, polityk (zm. 2016)
- 1937:
  - Al Kasha, amerykański kompozytor muzyki filmowej (zm. 2020)
  - Zygmunt Łuszcz, polski dziennikarz sportowy (zm. 2008)
  - Leonid Nosyriew, rosyjski animator, reżyser filmów animowanych, pedagog
  - Edén Pastora, nikaraguański działacz rewolucyjny, polityk (zm. 2020)
- 1938:
  - Altair, brazylijski piłkarz (zm. 2019)
  - Paolo Angioni, włoski jeździec sportowy (zm. 2025)
  - Jean Taillandier, francuski piłkarz, bramkarz
- 1939:
  - Dermot Clifford, irlandzki duchowny katolicki, arcybiskup Cashel-Emly
  - Alfredo Palacio, ekwadorski kardiolog, polityk, minister zdrowia, tymczasowy prezydent Ekwadoru (zm. 2025)
  - Luigi Simoni, włoski piłkarz, trener (zm. 2020)
- 1940:
  - John Hurt, brytyjski aktor (zm. 2017)
  - Tadeusz Kwiatkowski-Cugow, polski poeta, prozaik, eseista, satyryk (zm. 2008)
- 1941:
  - Jaan Kaplinski, estoński poeta, filozof, krytyk literacki (zm. 2021)
  - Henryk Mandera, polski kierowca wyścigowy i rajdowy (zm. 2023)
  - Rintarō, japoński reżyser filmów anime
- 1942:
  - Francisco Javier Del Río Sendino, hiszpański duchowny katolicki, biskup Tarija
  - Dimitris Domazos, grecki piłkarz (zm. 2025)
  - Amin al-Dżumajjil, libański polityk, prezydent Libanu
  - Potito Salatto, włoski związkowiec, samorządowiec, polityk (zm. 2016)
  - Juan Carlos Sarnari, argentyński piłkarz, trener (zm. 2023)
- 1943:
  - Wilhelm Genazino, niemiecki pisarz (zm. 2018)
  - Preben Isaksson, duński kolarz torowy (zm. 2008)
  - Ryszard Janik, polski trener koszykówki
  - Bogusław Kierc, polski aktor, reżyser, poeta, eseista, krytyk literacki, pedagog
  - Jim Saxton, amerykański polityk
  - Ireneusz Sekuła, polski polityk, poseł na Sejm RP, wicepremier (zm. 2000)
  - Jiří Štaidl, czeski autor tekstów piosenek, producent muzyczny (zm. 1973)
  - Michał Urbaniak, polski skrzypek i saksofonista jazzowy, kompozytor, aranżer
- 1944:
  - Mario Oliveri, włoski duchowny katolicki, biskup Albenga-Imperia
  - Wincenty Pycak, polski nauczyciel, ogrodnik, polityk, poseł na Sejm RP
  - Angela Winkler, niemiecka aktorka
- 1945:
  - Henryk Glücklich, polski żużlowiec (zm. 2014)
  - Jean-Pierre Nicolas, francuski kierowca wyścigowy i rajdowy
  - Feliks Niedziółka, polski piłkarz (zm. 2024)
  - Christoph Schönborn, austriacki duchowny katolicki, arcybiskup Wiednia, kardynał
  - Alojzij Uran, słoweński duchowny katolicki, arcybiskup Lublany (zm. 2020)
- 1946 – Malcolm McLaren, brytyjski muzyk, publicysta, menedżer zespołu Sex Pistols (zm. 2010)
- 1947:
  - Vincenzo Apicella, włoski duchowny katolicki, biskup Velletri-Segni
  - Jean-Paul Delevoye, francuski menedżer, samorządowiec, polityk
  - Makiko Furukawa, japońska siatkarka
  - Vladimir Oravsky, szwedzki pisarz, reżyser pochodzenia słowackiego
  - Rod Price, brytyjski gitarzysta, członek zespołu Foghat (zm. 2005)
  - Kazimierz Trzęsicki, polski informatyk, filozof, profesor nauk humanistycznych, działacz opozycji antykomunistycznej (zm. 2025)
- 1948:
  - Zofia Borca, polska wokalistka, członkini zespołu Respekt
  - Edward Jurkiewicz, polski koszykarz, trener
  - Ewa Kania, polska aktorka, reżyserka dubbingu
  - Liz Lynne, brytyjska aktorka, polityk
  - Fabio Mussi, włoski działacz komunistyczny, polityk
  - Anne Northup, amerykańska polityk
  - André Rey, francuski piłkarz, bramkarz
- 1949:
  - Adam Jerzy Ostaszewski, polsko-brytyjski matematyk
  - Orlando Pereira, brazylijski piłkarz, trener (zm. 1999)
  - Steve Perry, amerykański muzyk, wokalista, autor tekstów, członek zespołu Journey
  - Manik Sarkar, indyjski polityk
  - Jadwiga Wilejto, polska łuczniczka, trenerka, sędzia sportowy
- 1950:
  - Jerzy Bielunas, polski reżyser teatralny i telewizyjny
  - Werner Schulz, niemiecki polityk, eurodeputowany (zm. 2022)
- 1951:
  - Vincenzo D'Angelo, włoski piłkarz wodny (zm. 2008)
  - Marian Dygo, polski historyk, wykładowca akademicki
  - Alveda King, amerykańska pisarka, aktywistka, polityk
  - Ondrej Nepela, słowacki łyżwiarz figurowy (zm. 1989)
  - Kornelijus Platelis, litewski poeta, eseista, tłumacz, działacz kulturalny, polityk
  - Andrzej Słowakiewicz, polski hokeista, trener
  - Marlena Zagoni, rumuńska wioślarka (zm. 2025)
- 1952:
  - Andranik Adamian, ormiański piłkarz, trener
  - Helena Fliśnik, polska lekkoatletka, sprinterka (zm. 1999)
  - Maciej Musiał, polski polityk, wojewoda wielkopolski
  - Carlos Robledo Puch, argentyński seryjny morderca
- 1953:
  - Steve Chabot, amerykański polityk, kongresman
  - Dymitr (Drazdou), białoruski biskup prawosławny
  - Jim Jarmusch, amerykański reżyser filmowy, aktor
  - Jan Stanienda, polski skrzypek, kameralista (zm. 2021)
- 1954:
  - Kevin Hannan, amerykański językoznawca, slawista, wykładowca akademicki (zm. 2008)
  - Chris Lemmon, amerykański aktor
  - Juan Carlos Serrán, meksykański aktor (zm. 2016)
  - Mircea Șimon, rumuński bokser
  - Tomasz Sobczak, polski malarz, fotografik, scenograf teatralny i filmowy, poeta
  - Dorota Zawacka-Wakarecy, polska nauczycielka, działaczka społeczna
- 1955:
  - Nicodim Bulzesc, rumuński inżynier, wykładowca akademicki, polityk, eurodeputowany
  - Grzegorz Chojnacki, polski malarz, pedagog
  - Czesław Dyrcz, polski kontradmirał, żeglarz
  - Vicente Guterres, wschodniotimorski polityk
  - Thomas Jones, amerykański pilot wojskowy, astronauta
  - Stefan Konstańczak, polski filozof, etyk, wykładowca akademicki
  - Andrzej Jerzy Lech, polski artysta fotograf
  - Grzegorz Musiał, polski fizyk, wykładowca akademicki
  - Małgorzata Niemen, polska modelka, malarka, aktorka niezawodowa
  - Janusz Stańczyk, polski prawnik, dyplomata
  - David Thomas, brytyjski polityk, eurodeputowany
  - Ladislav Vízek, czeski piłkarz
  - Rajko Žižić, serbski koszykarz, trener (zm. 2003)
- 1956:
  - Eduardo Horacio García, argentyński duchowny katolicki, biskup San Justo
  - Barbara Kudrycka, polska prawnik, wykładowczyni akademicka, polityk, poseł na Sejm RP, eurodeputowana, minister nauki i szkolnictwa wyższego
  - Tatjana Malinina-Fied´kina, rosyjska pianistka
  - Battista Ricca, włoski duchowny katolicki, prałat Instytutu Dzieł Religijnych
  - John Wesley Shipp, amerykański aktor
- 1957:
  - Ernst Baumeister, austriacki piłkarz, trener
  - Nasser Edine Drid, algierski piłkarz, bramkarz
  - Mustafa Hajrulahović Talijan, bośniacki generał (zm. 1998)
  - Mladen Šarčević, serbski nauczyciel, przedsiębiorca, polityk
  - Godfrey Thoma, naurański polityk, działacz sportowy
  - Francis Wheen, brytyjski dziennikarz, pisarz, publicysta
  - Krzysztof Wyskiel, polski pilot samolotowy i szybowcowy (zm. 1989)
- 1958:
  - Nikos Anastopulos, grecki piłkarz, trener
  - Koen Geens, belgijski i flamandzki polityk
  - Włodzimierz Promiński, polski skrzypek
  - Bruno Rodríguez Parrilla, kubański dyplomata, polityk
  - Bogdan Stanoevici, rumuński aktor, polityk (zm. 2021)
  - Charles Toubé, kameruński piłkarz (zm. 2016)
- 1959:
  - Dejan Ajdačić, serbski filolog-slawista, folklorysta, tłumacz, redaktor
  - Doron Awital, izraelski generał, polityk
  - Linda Blair, amerykańska aktorka
  - Pierre Larsen, duński piłkarz
  - Rodrigo Londoño, kolumbijski lekarz, ostatni przywódca organizacji partyzanckiej Rewolucyjne Siły Zbrojne Kolumbii (FARC)
  - Urs Meier, szwajcarski sędzia piłkarski
  - Thierry Scherrer, francuski duchowny katolicki, biskup Laval
- 1960:
  - Victor Bendico, filipiński duchowny katolicki, biskup Baguio
  - Michael Hutchence, australijski wokalista, członek zespołu INXS (zm. 1997)
  - Markos Kiprianu, cypryjski prawnik, polityk
  - Jean-Vincent Ondo Eyene, gaboński duchowny katolicki, biskup Oyem
- 1961:
  - Quintin Dailey, amerykański koszykarz (zm. 2010)
  - Elzo, brazylijski piłkarz
  - Michael Hillardt, australijski lekkoatleta, średniodystansowiec
  - Daniel Johnston, amerykański piosenkarz, autor tekstów, rysownik (zm. 2019)
  - Devon Morris, jamajski lekkoatleta, sprinter
- 1962:
  - Choi Min-sik, południowokoreański aktor
  - Ludmiła Dżygałowa, ukraińska lekkoatletka, sprinterka
  - Uwe Messerschmidt, niemiecki kolarz torowy i szosowy
  - Tuanku Mizan Zainal Abidin, sułtan stanu Terengganu i król Malezji
  - Piotr Polk, polski aktor
  - Michaił Zacharau, białoruski hokeista, trener
- 1963:
  - Gieorgij Boos, rosyjski polityk
  - Andriej Czmił, ukraiński kolarz szosowy
  - Osamu Minagawa, japoński piosenkarz (zm. 2025)
  - Jean-Frédéric Poisson, francuski bioetyk, wykładowca akademicki, polityk
- 1964:
  - Nigel Benn, brytyjski bokser
  - Vincent Paulos Kulapuravilai, indyjski duchowny syromalankarski, biskup Marthandom
  - Catherine Quittet, francuska narciarka alpejska
  - Mariusz Stelmach, polski piłkarz
  - Stojko Vranković, chorwacki koszykarz
- 1965:
  - Steven Adler, amerykański perkusista, członek zespołu Guns N’ Roses
  - Ana Ida Alvares, brazylijska siatkarka
  - Anja Freese, niemiecka aktorka
  - Andrzej Grzyb, polski siatkarz
  - Nikołaj Kowsz, rosyjski kolarz torowy
  - Diane Lane, amerykańska aktorka
  - Brian McCardie, brytyjski aktor (zm. 2024)
  - Andrew Roachford, brytyjski piosenkarz
- 1966:
  - Carolyn Peck, amerykańska koszykarka, trenerka, komentatorka sportowa
  - Barbara Grzywocz, polska lekkoatletka, sprinterka i płotkarka
  - Tania Harcourt-Cooze, brytyjska aktorka, modelka
  - Thomas Rådström, szwedzki kierowca rajdowy i rallycrossowy
- 1967:
  - Gheorghe Falcă, rumuński polityk, burmistrz Aradu
  - Şanver Göymen, turecki piłkarz, bramkarz
  - Robert Kasperczyk, polski piłkarz, trener
  - Robert Lechner, niemiecki kolarz torowy
  - Eleanor McEvoy, irlandzka piosenkarka, instrumentalistka, kompozytorka, autorka tekstów
  - Lionel Plumenail, niemiecki florecista
- 1968:
  - Violetta Arlak, polska aktorka
  - Attila Bartis, węgierski pisarz, fotograf
  - Franka Dietzsch, niemiecka lekkoatletka, dyskobolka
  - Marek Garmulewicz, polski zapaśnik
  - Frank Lebœuf, francuski piłkarz
  - Hiroshi Morie, japoński basista, członek zespołu X Japan (zm. 2023)
  - Doman Nowakowski, polski aktor, dramaturg, reżyser, scenarzysta
  - Mauricio Serna, kolumbijski piłkarz
  - Andriej Sokołow, kazachski hokeista
  - Maksim Sorokin, rosyjski szachista (zm. 2007)
  - Alain Sutter, szwajcarski piłkarz
- 1969:
  - Olivia d’Abo, brytyjska aktorka, piosenkarka
  - Markus Eggler, szwajcarski curler
  - Steffen Möller, niemiecki satyryk, aktor
  - Swietłana Moskalec, rosyjska lekkoatletka, wieloboistka
- 1970:
  - Andy Bolton, brytyjski trójboista siłowy, strongman
  - Brian Gaskill, amerykański aktor
  - Zbigniew Kadłubek, polski filolog klasyczny, tłumacz, pisarz
  - Ainārs Šlesers, łotewski przedsiębiorca, polityk
  - Maciej Szymczyk, polski historyk
- 1971:
  - Markus Baur, niemiecki piłkarz ręczny, trener
  - Stan Collymore, angielski piłkarz
  - Jan Kaus, estoński prozaik, poeta, eseista, publicysta, krytyk literacki, tłumacz, muzyk
  - Markus Kennel, szwajcarski kolarz szosowy
  - Geoffrey Gurrumul Yunupingu, aborygeński muzyk, piosenkarz (zm. 2017)
  - Damian Walshe-Howling, australijski aktor
- 1972:
  - Katie Barberi, meksykańska aktorka
  - Wiktor Bułatow, rosyjski piłkarz, trener
  - Patricio Camps, argentyński piłkarz
  - Gabriel Macht, amerykański aktor, producent filmowy
  - Romi Paku, japońska aktorka pochodzenia koreańskiego
  - Namrata Shirodkar, indyjska aktorka
  - Norberto Téllez, kubański lekkoatleta, sprinter i średniodystansowiec
  - Bruno Valentin, francuski duchowny katolicki, biskup pomocniczy Wersalu
- 1973:
  - Rogério Ceni, brazylijski piłkarz, bramkarz
  - Krzysztof Pawłowski, polski piłkarz (zm. 2016)
  - Abi Tucker, australijska aktorka, piosenkarka, autorka tekstów
  - Muchran Wachtangadze, gruziński zapaśnik
- 1974:
  - Ava Devine, amerykańska aktorka pornograficzna
  - Joseph Muscat, maltański polityk, premier Malty
  - Crystal Robinson, amerykańska koszykarka
  - Stephanie Rottier, holenderska tenisistka
- 1975:
  - Calvin Brock, amerykański bokser
  - Balthazar Getty, amerykański aktor
  - Aleksandr Gierasimow, rosyjski siatkarz
  - Grzegorz Guziński, polski wokalista, autor tekstów, kompozytor, członek zespołu Flapjack (zm. 2021)
  - Kim Min-soo, południowokoreański judoka
  - Anja Kunick, niemiecka sędzina piłkarska
  - Ołeksandr Pokłonski, ukraiński piłkarz, trener
  - Wiaczesław Rosnowski, kazachsko-polski koszykarz
  - David Výborný, czeski hokeista
  - ZP Theart, południowoafrykański wokalista, członek zespołów DragonForce i I AM I
- 1976:
  - Stefan van Dijk, holenderski kolarz szosowy
  - Li Ju, chińska tenisistka stołowa
- 1977:
  - Tomasz Augustynowicz, polski aktor
  - Simone Bacciocchi, sanmaryński piłkarz
  - Juliusz Bator, polski historyk pochodzenia węgierskiego
  - Ignacy (Dieputatow), rosyjski biskup prawosławny
  - Madjer, portugalski piłkarz plażowy pochodzenia angolskiego
  - Hidetoshi Nakata, japoński piłkarz
  - Kadri Simson, estońska działaczka samorządowa, polityk
  - Michał Urgoł, polski polityk, działacz samorządowy, prezydent Jastrzębia-Zdroju
- 1978:
  - Robert Esche, amerykański hokeista, bramkarz
  - Ryan Millar, amerykański siatkarz
  - Ernani Pereira, azerski piłkarz pochodzenia brazylijskiego
  - Ilka Schröder, niemiecka polityk
- 1979:
  - Jarosław Macionczyk, polski siatkarz
  - Svein Oddvar Moen, norweski sędzia piłkarski
  - Anna Szczepańska, polska brydżystka
- 1980:
  - Amy Cotton, kanadyjska judoczka
  - Ailo Gaup, norweski motocrossowiec freestyle’owy
  - Christopher Masterson, amerykański aktor
  - Kinga Stefańska, polska tenisistka stołowa
  - Marta Szeliga-Frynia, polska curlerka
  - Jonathan Woodgate, angielski piłkarz
  - Lizz Wright, amerykańska piosenkarka, kompozytorka
- 1981:
  - Willa Ford, amerykańska piosenkarka, autorka tekstów, aktorka, modelka
  - Beverley Mitchell, amerykańska aktorka, piosenkarka, modelka
  - Ben Moody, amerykański gitarzysta, wokalista, kompozytor, członek zespołu Evanescence
  - Nicholas Pert, brytyjski szachista
  - Andrij Smalko, ukraiński piłkarz
  - Ibrahima Sonko, senegalski piłkarz
  - Guy Wilks, brytyjski kierowca rajdowy
  - August Wittgenstein, niemiecki aktor, reżyser, scenarzysta, producent filmowy i telewizyjny
- 1982:
  - Peter Germain, haitański piłkarz
  - Martin Koch, austriacki skoczek narciarski
  - Paula Pequeno, brazylijska siatkarka
  - Jason Peters, amerykański futbolista
  - Cecilia Villar, meksykańska lekkoatletka, tyczkarka
- 1983:
  - Étienne Bacrot, francuski szachista
  - Roman Gulczyński, polski siatkarz (zm. 2021)
  - Kateryna Serdiuk, ukraińska łuczniczka
  - Robert Steinhäuser, niemiecki masowy morderca (zm. 2002)
  - Iban Zubiaurre, hiszpański piłkarz narodowości baskijskiej
- 1984:
  - Haszem Bejkzade, irański piłkarz
  - Ubaldo Jiménez, dominikański baseballista
  - Leon Powe, amerykański koszykarz
  - Elise Tamaëla, holenderska tenisistka
- 1985:
  - Shana Cox, brytyjska lekkoatletka, sprinterka pochodzenia amerykańskiego
  - Nicklas Grossmann, szwedzki hokeista
  - Natalla Maciejczyk, białoruska siatkarka
  - Alesia Mihdalowa, białoruska piłkarka ręczna
  - Orianthi, australijska gitarzystka, wokalistka, kompozytorka
  - Dmitrij Piestunow, rosyjski hokeista
  - Mohamed Sissoko, malijski piłkarz
  - Christo Złatinski, bułgarski piłkarz
- 1986:
  - Antonella Bortolozzi, argentyńska siatkarka
  - Kenia Carcasés, kubańska siatkarka
  - David Martin, angielski piłkarz, bramkarz
  - Adrián Ramos, kolumbijski piłkarz
- 1987:
  - Astrid Jacobsen, norweska biegaczka narciarska
  - Dmitrij Kombarow, rosyjski piłkarz
  - Kiriłł Kombarow, rosyjski piłkarz
  - Shane Long, irlandzki piłkarz
  - Erik Pfeifer, niemiecki bokser
- 1988:
  - Mizuho Ishida, japońska siatkarka
  - Anais Mali, francuska modelka
  - Errick McCollum, amerykański koszykarz
  - Greg Oden, amerykański koszykarz
  - Mateusz Polaczyk, polski kajakarz górski
  - Jewgienija Romaniuta, rosyjska kolarka torowa
  - Łukasz Rutkowski, polski skoczek narciarski
  - Marcel Schmelzer, niemiecki piłkarz
  - Joeri Verlinden, holenderski pływak
- 1989:
  - Caio Castro, brazylijski aktor
  - Ugo Legrand, francuski judoka
  - Lu Ying, chińska pływaczka
  - Oscar Möller, szwedzki hokeista
- 1990:
  - Alizé Cornet, francuska tenisistka
  - Yuki Kawai, japońska siatkarka
  - Łukasz Lonka, polski motocrossowiec (zm. 2019)
  - Edgar Pacheco, meksykański piłkarz
  - Lena Romul, polska piosenkarka, saksofonistka, autorka tekstów, kompozytorka
  - Artiom Wolwicz, rosyjski siatkarz
- 1991:
  - Joe Colon, amerykański zapaśnik
  - Mitchell Mulhern, australijski kolarz torowy i szosowy
  - Samuel Sáiz, hiszpański piłkarz
  - Elizabeth Simmonds, brytyjska pływaczka
  - Rina Urabe, japońska siatkarka
- 1992:
  - Vincent Aboubakar, kameruński piłkarz
  - Achraf Lazaar, marokański piłkarz
- 1993:
  - Alonso Escoboza, meksykański piłkarz
  - Rio Haryanto, indonezyjski kierowca wyścigowy
  - Tommy Knight, brytyjski aktor
  - Koleta Łyszkiewicz, polska siatkarka
  - Boris Makojew, rosyjsko-słowacki zapaśnik
  - Michał Nalepa, polski piłkarz
  - Netta, izraelska piosenkarka, gitarzystka
- 1994:
  - Adrianna Chlebicka, polska aktorka
  - Daniel Corrêa Freitas, brazylijski piłkarz (zm. 2018)
  - Władłen Jurczenko, ukraiński piłkarz
  - Jonibek Otabekov, uzbecki zapaśnik
- 1995:
  - Celia Bourihane, algierska siatkarka
  - Quinton Hooker, amerykański koszykarz
  - Sandra Kubicka, polska modelka
  - Nikola Rebić, serbski koszykarz
- 1996:
  - Dillon Brooks, kanadyjski koszykarz
  - Angus Gunn, angielski piłkarz, bramkarz
  - Yasin Haji, etiopski lekkoatleta, długodystansowiec
  - Aleksandra Kapruziak, polska łyżwiarka szybka
  - Dominika Morek, polska lekkoatletka, sprinterka
- 1997:
  - Fan Zhendong, chiński tenisista stołowy
  - Jurij Teterenko, ukraiński piłkarz
- 1998:
  - Joel Abu Hanna, niemiecki piłkarz pochodzenia palestyńskiego
  - Frederik Madsen, duński kolarz torowy i szosowy
- 1999:
  - Grace Abbey, australijska piłkarka
  - Damian Baran, polski siatkarz
  - Tom Beckhäuser, czeski kierowca wyścigowy pochodzenia niemieckiego
- 2000:
  - Laia Codina, hiszpańska piłkarka
  - Ali Saleh, emiracki piłkarz
  - Mohamed Amine Tougai, algierski piłkarz
- 2001:
  - Magdalena Egger, austriacka narciarka alpejska
  - Strahinja Eraković, serbski piłkarz
  - Mychajło Kochan, ukraiński lekkoatleta, młociarz
  - Tiago Matos, portugalski piłkarz
  - Jules Pommery, francuski lekkoatleta, skoczek w dal
- 2002:
  - George Bello, amerykański piłkarz pochodzenia nigeryjskiego
  - Daniel Moroder, włoski skoczek narciarski
  - Rusłan Neszczeret, ukraiński piłkarz, bramkarz
  - Hamza Oerghi, tunezyjski judoka
  - Michalina Rudzińska, polska szachistka
  - Santiago Trigos, meksykański piłkarz
- 2004 – Piotr Starzyński, polski piłkarz
- 2006 – Tahiel Jiménez, meksykański piłkarz pochodzenia argentyńskiego
- 2007:
  - Pau Cubarsí, hiszpański piłkarz
  - Yuzuki Satō, japońska skoczkini narciarska

## Zmarli
- 239 – Cao Rui, cesarz państwa Wei (ur. 205)
- 1141 – Andrzej Włodzimierzowic, książę wołyński i perejasławski (ur. 1102)
- 1188 – Ferdynand II, król Galicji i Leónu (ur. 1137)
- 1311 – Gunter von Schwarzburg, rycerz zakonu krzyżackiego (ur. ?)
- 1342 – Henryk IV Wierny, książę żagański (ur. 1291 lub 92)
- 1431 – Maria Mancini, włoska dominikanka, błogosławiona (ur. 1355)
- 1459 – Antoni della Chiesa, włoski dominikanin, błogosławiony (ur. 1394)
- 1511 – Joanna Burbon, księżna Burbonii, hrabina Owernii, baronowa de la Garde (ur. 1465)
- 1536 – Jan z Lejdy, holenderski krawiec, przywódca anabaptystów (ur. ok. 1509)
- 1599 – Cristofano Malvezzi, włoski kompozytor, organista (ur. 1547)
- 1642 – Bartłomiej Alban Roe, angielski benedyktyn, męczennik, błogosławiony (ur. 1583)
- 1649 – Alessandro Turchi, włoski malarz (ur. 1578)
- 1651 – Johannes Phocylides Holwarda, fryzyjski astronom, lekarz, filozof, logik (ur. 1618)
- 1656 – Tomasz Franciszek Sabaudzki-Carignano, włoski arystokrata, generał (ur. 1596)
- 1666 – Szahdżahan I, władca Imperium Mogołów w Indiach (ur. 1592)
- 1698 – Fryderyk Kazimierz Kettler, książę Kurlandii i Semigalii, lennik Rzeczypospolitej Obojga Narodów (ur. 1650)
- 1719 – William Paterson, szkocki kupiec, ekonomista (ur. 1658)
- 1723 – Christian Siegfried von Plessen, duński polityk, dyplomata (ur. 1646)
- 1730 – Korneliusz Lebiecki, polski duchowny greckokatolicki, biskup włodzimiersko-brzeski (ur. 1689)
- 1732 – Maria Teresa de Bourbon-Condé, księżniczka Condé i Enghien, tytularna królowa Polski (ur. 1666)
- 1737 – Jean-Baptiste van Mour, francuski malarz pochodzenia flamandzkiego (ur. 1671)
- 1745:
  - Mateusz Alonso de Leciniana, hiszpański dominikanin, misjonarz, męczennik, święty (ur. 1702)
  - Franciszek Gil de Frederich, hiszpański dominikanin, misjonarz, męczennik, święty (ur. 1702)
- 1749 – Izajasz (Antonović), serbski biskup prawosławny (ur. 1696)
- 1750 – Franz Xaver Josef von Unertl, bawarski polityk (ur. 1675)
- 1761 – Edward Wortley Montagu, brytyjski dyplomata (ur. 1678)
- 1763 – John Carteret, brytyjski arystokrata, polityk, dyplomata (ur. 1690)
- 1775 – Peter Uphagen, gdański kupiec, armator, członek Rady Miejskiej (ur. 1704)
- 1779 – Jeremiah Dixon, brytyjski astronom, geodeta (ur. 1733)
- 1798 – Lewis Morris, amerykański polityk (ur. 1726)
- 1799 – Horace-Bénédict de Saussure, szwajcarski przyrodnik, prekursor alpinizmu (ur. 1740),
- 1815 – Johan Liljencrantz, szwedzki polityk, minister finansów (ur. 1730)
- 1819 – Giannantonio Selva, włoski architekt (ur. 1751)
- 1820 – Iwan Gudowicz, rosyjski generał-feldmarszałek (ur. 1741)
- 1837 – Juan Bautista Arriaza, hiszpański poeta (ur. 1770)
- 1839 – Józefa Szyrmowa, polska emigracyjna działaczka charytatywna (ur. 1803)
- 1840 – Johann Friedrich Blumenbach, niemiecki fizjolog, antropolog (ur. 1752)
- 1850:
  - Wilhelm Józef Chaminade, francuski duchowny katolicki, błogosławiony (ur. 1761)
  - Wincenty Pallotti, włoski duchowny katolicki, założyciel Zjednoczenia Apostolstwa Katolickiego, święty (ur. 1795)
- 1858 – Ludwik II, wielki książę Badenii (ur. 1824)
- 1860 – Matthew Baines, brytyjski prawnik, polityk (ur. 1799)
- 1878 – August Willich, pruski i amerykański dowódca wojskowy (ur. 1810)
- 1882 – Katharina Diez, niemiecka pisarka, poetka (ur. 1809)
- 1885 – Maciej Józef Brodowicz, polski internista, wykładowca akademicki (ur. 1790)
- 1886 – James T. Farley, amerykański polityk (ur. 1829)
- 1887:
  - Fontes Pereira de Melo, portugalski polityk, premier Portugalii (ur. 1819)
  - Joseph Whitworth, brytyjski przemysłowiec, konstruktor (ur. 1803)
- 1888 – Eugène Labiche, francuski komediopisarz (ur. 1815)
- 1891:
  - Władysław Wolański, polski hrabia, ziemianin, działacz społeczny, polityk (ur. 1837)
  - Miklós Ybl, węgierski architekt (ur. 1814)
- 1892 – Joseph P. Bradley, amerykański prawnik, sędzia Sądu Najwyższego (ur. 1813)
- 1893 – Ludwik Poniński, polski książę, działacz gospodarczy, polityk (ur. 1827)
- 1897:
  - Angelo Bianchi, włoski kardynał (ur. 1819)
  - Dawid Urbański, amerykański żołnierz pochodzenia polsko-żydowskiego (ur. 1843)
- 1899 – Heinrich Fiedler, niemiecki geolog, mineralog, pedagog, działacz społeczny (ur. 1833)
- 1900:
  - Francesco Ferrara, włoski ekonomista, wykładowca akademicki, polityk (ur. 1810)
  - David Edward Hughes, amerykański fizyk, wynalazca, muzyk, pedagog muzyczny (ur. 1831)
  - John Potter Stockton, amerykański prawnik, polityk, dyplomata (ur. 1826)
- 1901 – Wiktoria Hanowerska, królowa Wielkiej Brytanii (ur. 1819)
- 1902:
  - Aleksander Bobrownicki, polski inżynier cywilny, przemysłowiec, wynalazca, uczestnik powstania styczniowego (ur. 1828)
  - Jan Jarkowski, polski inżynier technolog (ur. 1844)
- 1903:
  - Henryk Grabiński, polski malarz, pedagog (ur. 1843)
  - Teognost (Lebiediew), rosyjski duchowny prawosławny, metropolita kijowski i halicki (ur. 1829)
- 1904 – Laura Vicuña, argentyńska błogosławiona (ur. 1891)
- 1906:
  - George Holyoake, brytyjski sekularysta, socjalista (ur. 1817)
  - Jan Kolaczek, polski chirurg, wykładowca akademicki (ur. 1842)
  - Julian Łukaszewski, polski lekarz, działacz niepodległościowy (ur. 1835)
- 1907 – Walenty Lewandowski, polski pułkownik, uczestnik powstania styczniowego (ur. 1823)
- 1908:
  - Morris Ketchum Jesup, amerykański bankier, filantrop (ur. 1830)
  - August Wilhelmj, niemiecki skrzypek, kompozytor (ur. 1845)
- 1909:
  - Ignacy Bernstein, polski bibliotekarz, zbieracz przysłów pochodzenia żydowskiego (ur. 1836)
  - Emil Erlenmeyer, niemiecki chemik, farmaceuta, wykładowca akademicki (ur. 1825)
  - Aleksandra Trapszo, polska aktorka, śpiewaczka (ur. 1854)
- 1910 – Floris Stempel, holenderski działacz piłkarski (ur. 1877)
- 1914:
  - Alfred von Conrad, niemiecki polityk (ur. 1852)
  - Frederik Rung, duński kompozytor, dyrygent (ur. 1854)
- 1915 – David Bélonie, francuski anarchista (ur. 1885)
- 1917:
  - Alois Werner, niemiecki florysta, żołnierz (ur. 1887)
  - Bérenger Saunière, francuski duchowny katolicki (ur. 1852)
  - James Veitch, szkocki rugbysta (ur. 1862)
- 1919:
  - Carl Larsson, szwedzki malarz, architekt wnętrz (ur. 1853)
  - Carrick Paul, nowozelandzki pilot wojskowy, as myśliwski (ur. 1893)
- 1920:
  - Karol Frenkel, polski filozof (ur. 1891)
  - Józef Jankielewicz, polski drukarz, działacz Bundu pochodzenia żydowskiego (ur. 1888)
  - Natalija Kobrynska, ukraińska pisarka (ur. 1855)
- 1921 – Scipio Tofini, włoski duchowny katolicki, wikariusz generalny pallotynów (ur. 1836)
- 1922:
  - Enrique Almaraz y Santos, hiszpański duchowny katolicki, arcybiskup Toledo i prymas Hiszpanii, kardynał (ur. 1847)
  - Elsa Andersson, szwedzka pilotka, spadochroniarka (ur. 1897)
  - Fredrik Bajer, duński działacz pokojowy, publicysta, laureat Pokojowej Nagrody Nobla (ur. 1837)
  - Benedykt XV, papież (ur. 1854)
  - James Bryce, brytyjski arystokrata, prawnik, historyk, polityk, dyplomata (ur. 1838)
  - Marie-Ennemond-Camille Jordan, francuski matematyk (ur. 1838)
  - Adolf Świda, polski ziemianin, prawnik, polityk, poseł na Sejm Ustawodawczy (ur. 1855)
- 1924 – Nikołaj Jermołow, rosyjski generał porucznik (ur. 1853)
- 1925:
  - Fanny Bullock Workman, amerykańska podróżniczka, alpinistka, kartografka, pisarka (ur. 1859)
  - Otton Metzger, polski komandor pochodzenia austriackiego (ur. 1872)
  - Józef Tomicki, polski elektrotechnik, działacz społeczny (ur. 1863)
- 1926:
  - John E. Raker, amerykański prawnik, polityk (ur. 1863)
  - Hermann Ritter, niemiecki altowiolista, pisarz muzyczny, kompozytor (ur. 1849)
  - Carlos Schwabe, niemiecko-szwajcarski malarz (ur. 1866)
- 1927:
  - Ödön Bodor, węgierski piłkarz, lekkoatleta, sprinter i średniodystansowiec (ur. 1882)
  - Jan Jasiński, polski samorządowiec, działacz socjalistyczny (ur. 1887)
  - James Ford Rhodes, amerykański przedsiębiorca, historyk (ur. 1848)
- 1929:
  - Adolf Brodski, rosyjski skrzypek, pedagog pochodzenia żydowskiego (ur. 1851)
  - Emma Cooke, amerykańska łuczniczka (ur. 1848)
  - Wiktoria Kawecka, polska śpiewaczka operetkowa (sopran) (ur. 1875)
  - Cornelis Lely, holenderski inżynier, polityk (ur. 1854)
  - Wanda Osterwina, polska aktorka (ur. 1887)
- 1931:
  - Władysław Batthyány-Strattmann, węgierski książę, lekarz, błogosławiony (ur. 1870)
  - William Martin, amerykański strzelec sportowy (ur. 1861)
  - Alfred Percival Maudslay, brytyjski dyplomata, odkrywca, archeolog (ur. 1850)
  - Alma Rubens, amerykańska aktorka (ur. 1897)
- 1932 – Grzegorz Milan, polski działacz ludowy, polityk (ur. 1850)
- 1933 – Tadeusz Żuk-Skarszewski, polski pisarz, publicysta (ur. 1858)
- 1938:
  - Siergiej Buturlin, rosyjski ornitolog (ur. 1872)
  - Gabriel Czechowicz, polski ekonomista, prawnik, polityk, minister skarbu (ur. 1876)
- 1939:
  - Władysław Bernatowicz, polski aktor, reżyser teatralny (ur. 1879)
  - Peder Østlund, norweski łyżwiarz szybki (ur. 1872)
  - Wilhelm Weygandt, niemiecki psychiatra, wykładowca akademicki (ur. 1870)
- 1940:
  - Władimir Cesarski, radziecki funkcjonariusz organów bezpieczeństwa pochodzenia żydowskiego (ur. 1895)
  - Izrail Dagin, radziecki funkcjonariusz organów bezpieczeństwa pochodzenia żydowskiego (ur. 1895)
  - Marceli Nowakowski, polski duchowny katolicki, działacz społeczny, polityk, poseł na Sejm RP (ur. 1882)
  - Bolesław Siestrzeńcewicz, polski generał brygady (ur. 1869)
  - E. Alyn Warren, amerykański aktor (ur. 1874)
  - Lew Zalin, radziecki funkcjonariusz organów bezpieczeństwa, polityk pochodzenia żydowskiego (ur. 1897)
- 1941 – František Křižík, czeski inżynier elektryk, wynalazca, przemysłowiec (ur. 1847)
- 1942:
  - Kurt Engel, austriacki pianista (ur. 1909)
  - Teodora Lebenthal, polska dermatolog pochodzenia żydowskiego (ur. 1884)
  - Oleg Łosiew, radziecki naukowiec, wynalazca (ur. 1903)
  - Jean Offenberg, belgijski pilot wojskowy, as myśliwski (ur. 1916)
  - Raczo Petrow, bułgarski generał piechoty, polityk, premier Bułgarii (ur. 1861)
  - Abraham Rozenfeld-Boncze, polski pisarz, dziennikarz pochodzenia żydowskiego (ur. 1883)
  - Reimond Tollenaere, flamandzki polityk, nacjonalistyczny, kolaborant (ur. 1909)
- 1943:
  - Wilhelm Braun, niemiecki major (ur. 1902)
  - Witold Iwicki, polski duchowny katolicki, teolog, działacz oświatowy (ur. 1884)
  - Franek Kluski, polski dziennikarz, medium (ur. 1873)
  - Gyula Peidl, węgierski polityk, premier Węgier (ur. 1873)
- 1945:
  - Else Lasker-Schüler, niemiecka poetka pochodzenia żydowskiego (ur. 1869)
  - Jan Skala, serbołużycki prozaik, poeta, polityk (ur. 1889)
- 1946 – Otto Fenichel, austriacki psychiatra, psychoanalityk (ur. 1897)
- 1947 – Max Berg, niemiecki architekt, urbanista (ur. 1870)
- 1948 – Jerzy Kowalski, polski filolog klasyczny, pisarz (ur. 1893)
- 1949:
  - Frederick McCall, kanadyjski pilot wojskowy, as myśliwski (ur. 1896)
  - Henry Slocum, amerykański tenisista (ur. 1862)
- 1950 – Alan Hale Sr., amerykański aktor, reżyser filmowy (ur. 1892)
- 1951:
  - Harald Bohr, duński piłkarz, matematyk pochodzenia żydowskiego (ur. 1887)
  - Lawson Robertson, amerykański lekkoatleta, skoczek wzwyż (ur. 1883)
  - Leon Staniewicz, polski inżynier elektrotechnik (ur. 1871)
- 1952:
  - Leon Białkowski, polski historyk, archiwista (ur. 1885)
  - Albert von Thurn und Taxis, niemiecki arystokrata, polityk (ur. 1867)
- 1953 – Johan Kristoffersen, norweski biegacz narciarski, kombinator norweski (ur. 1889)
- 1955 – Jonni Myyrä, fiński lekkoatleta, oszczepnik (ur. 1892)
- 1956 – Giuseppe Musolino, włoski przestępca (ur. 1876)
- 1959:
  - Mike Hawthorn, brytyjski kierowca wyścigowy (ur. 1929)
  - Elisabeth Moore, amerykańska tenisistka (ur. 1876)
- 1960:
  - Stiepan Kajukow, rosyjski aktor (ur. 1898)
  - Carl Ringvold, norweski żeglarz sportowy (ur. 1876)
  - Alfred Seiffert, niemiecki otorynolaryngolog, wykładowca akademicki (ur. 1883)
- 1963:
  - William Godfrey, brytyjski duchowny katolicki, arcybiskup Liverpoolu i Westminsteru, prymas Anglii i Walii, dyplomata watykański, kardynał (ur. 1889)
  - Nadieżda Mountbatten, rosyjsko-brytyjska arystokratka (ur. 1896)
- 1964:
  - Marc Blitzstein, amerykański kompozytor, dramaturg pochodzenia żydowskiego (ur. 1905)
  - Giuseppe Ricciotti, włoski duchowny katolicki, historyk chrześcijaństwa, archeolog (ur. 1890)
- 1966 – Herbert Marshall, brytyjski aktor (ur. 1890)
- 1967:
  - Jobyna Ralston, amerykańska aktorka (ur. 1899)
  - Kajetan Rożnowski, polski działacz niepodległościowy, samorządowiec, polityk (ur. 1888)
- 1968 – Duke Kahanamoku, amerykański pływak pochodzenia hawajskiego (ur. 1890)
- 1969 – Siemion Skrynnikow, radziecki polityk (ur. 1898)
- 1970 – Stanisław Skiba, polski lekarz, doktor nauk medycznych, działacz plebiscytowy i niepodległościowy (zm. 1887)
- 1972:
  - Max Steenberghe, holenderski polityk (ur. 1899)
  - Boris Zajcew, rosyjski pisarz (ur. 1881)
- 1973:
  - Ja’akow Dori, izraelski generał porucznik (ur. 1889)
  - Lyndon B. Johnson, amerykański polityk, wiceprezydent i prezydent USA (ur. 1908)
  - Stanisław Staszewski, polski poeta, bard (ur. 1925)
- 1974:
  - Eugeniusz Arct, polski malarz, pedagog (ur. 1899)
  - Anna Lehr, amerykańska aktorka (ur. 1890)
  - Antanas Sniečkus, litewski działacz komunistyczny (ur. 1903)
- 1975:
  - Claire de Castelbajac, francuska Służebnica Boża (ur. 1953)
  - Margit Danÿ, węgierska florecistka (ur. 1906)
  - Tadeusz Stanisław Grabowski, polski historyk literatury, wykładowca akademicki, działacz niepodległościowy, dyplomata (ur. 1881)
  - Paul Montel, francuski matematyk, wykładowca akademicki (ur. 1876)
- 1976:
  - Hermann Jónasson, islandzki polityk, premier Islandii (ur. 1896)
  - Kiyoshi Ōkubo, japoński seryjny morderca (ur. 1935)
  - Charles Reznikoff, amerykański poeta, prozaik, dramaturg pochodzenia żydowskiego (ur. 1894)
  - Sylvester Saller, amerykański franciszkanin, biblista, archeolog (ur. 1895)
- 1977:
  - Wacław Figurski, polski działacz komunistyczny (ur. 1897)
  - Stanisław Kołodziński, polski rolnik, polityk, poseł na Sejm PRL (ur. 1899)
  - Pascual Pérez, argentyński bokser (ur. 1926)
  - Stefan Schmidt, polski ekonomista, wykładowca akademicki, działacz polityczny (ur. 1889)
  - Johannes Terwogt, holenderski wioślarz (ur. 1878)
- 1978:
  - Stefan Czmil, ukraiński duchowny katolicki, Sługa Boży (ur. 1914)
  - Oliver Leese, brytyjski generał porucznik (ur. 1894)
  - Stefan Policiński, polski rzeźbiarz, malarz, ceramik, pedagog (ur. 1898)
  - Aleś Saławiej, białoruski poeta, emigrant (ur. 1922)
- 1979:
  - Milo Butler, bahamski polityk, gubernator generalny (ur. 1906)
  - Hadley Richardson, Amerykanka, pierwsza żona Ernesta Hemingwaya (ur. 1891)
  - Ali Hasan Salama, palestyński terrorysta (ur. 1940)
  - Józef Skrobiński, polski malarz, reżyser filmowy (ur. 1910)
- 1980:
  - Mustapha Choukri, marokański piłkarz (ur. 1945)
  - Jan Kaczara, polski dorożkarz (ur. 1907)
  - Peter Schmidt, brytyjski grafik, rysownik, malarz, akwarelista (ur. 1931)
- 1982 – Eduardo Frei (starszy), chilijski polityk, prezydent Chile (ur. 1911)
- 1983 – Teofil Katra, polski geograf, krajoznawca, pedagog (ur. 1901)
- 1984 – Josef Walcher, austriacki narciarz alpejski (ur. 1954)
- 1986 – Wilhelm Pluta, polski duchowny katolicki, biskup zielonogórsko-gorzowski, Sługa Boży (ur. 1910)
- 1987 – Budd Dwyer, amerykański polityk (ur. 1939)
- 1988:
  - Wieniamin Dorman, rosyjski reżyser filmowy (ur. 1927)
  - Zofia Małynicz, polska aktorka (ur. 1905)
  - Zofia Solarzowa, polska działaczka ruchu ludowego (ur. 1902)
- 1990 – Mariano Rumor, włoski polityk, premier Włoch (ur. 1915)
- 1991:
  - Kenos Aroi, nauruański polityk, prezydent Nauru (ur. 1942)
  - Władysław Dewoyno, polski aktor (ur. 1915)
  - Arnholdt Kongsgård, norweski skoczek narciarski (ur. 1914)
  - Piotr Lewiński, polski polityk, minister komunikacji (ur. 1915)
- 1992:
  - Undis Blikken, norweska łyżwiarka szybka (ur. 1914)
  - Fernand Buyle, belgijski piłkarz (ur. 1918)
- 1993:
  - Kōbō Abe, japoński pisarz (ur. 1924)
  - Jim Pollard, amerykański koszykarz (ur. 1922)
- 1994:
  - Jean-Louis Barrault, francuski aktor, mim, reżyser teatralny (ur. 1910)
  - Zofia Lewinówna, polska polonistka, encyklopedystka, edytorka (ur. 1921)
  - Telly Savalas, amerykański aktor, piosenkarz pochodzenia greckiego (ur. 1922)
- 1995:
  - Rose Kennedy, Amerykanka, nestorka klanu Kennedych (ur. 1890)
  - Sergiusz Soroko, białoruski nauczyciel, polityk, poseł na Sejm PRL (ur. 1915)
- 1996:
  - Piotr Bruzda, polski żużlowiec (ur. 1946)
  - Bill Cantrell, amerykański kierowca wyścigowy (ur. 1908)
  - Jisra’el Eldad, izraelski historyk, filozof, wykładowca akademicki, pisarz, działacz syjonistyczny (ur. 1910)
  - Ludwik Maria Łubieński, polski prawnik, major, dziennikarz emigracyjny (ur. 1912)
  - Petro Szełest, ukraiński i radziecki polityk (ur. 1908)
- 1997:
  - Ênio Andrade, brazylijski piłkarz, trener (ur. 1928)
  - Billy MacKenzie, szkocki wokalista, członek zespołu The Associates (ur. 1957)
  - Władimir Poriemski, rosyjski emigracyjny publicysta, tłumacz i działacz polityczny (ur. 1909)
- 1998:
  - Hendrick Joseph Cornelius Maria de Cocq, holenderski duchowny katolicki, sercanin biały, misjonarz, wikariusz apostolski Wysp Cooka i biskup Rarotongi (ur. 1906)
  - Bolesław Nowik, polski bokser (ur. 1952)
  - Alfredo Ormando, włoski pisarz (ur. 1958)
  - Regina Pisarek, polska piosenkarka (ur. 1939)
- 1999:
  - Juliusz Berger, polski aktor, reżyser i dyrektor teatralny pochodzenia żydowskiego (ur. 1928)
  - Aleksandr Sołdatow, radziecki polityk, dyplomata (ur. 1915)
- 2000:
  - Carlo Cossutta, włoski śpiewak operowy (tenor) (ur. 1932)
  - Masao Harada, japoński lekkoatleta, trójskoczek i skoczek w dal (ur. 1912)
  - Sławomir Stawowski, polski architekt, malarz, wykładowca akademicki (ur. 1936)
  - Iwan Szczokin, białoruski piłkarz, trener (ur. 1944)
- 2001:
  - Tommie Agee, amerykański baseballista (ur. 1942)
  - Ryszard Kalbarczyk, polski nauczyciel, polityk, poseł na Sejm RP (ur. 1945)
  - Bogdan Siciński, polski językoznawca, wykładowca akademicki (ur. 1931)
  - Deddy Stanzah, indonezyjski wokalista, basista, członek zespołów The Rollies i Superkid (ur. 1949)
- 2002:
  - Guido Bernardi, włoski kolarz torowy i szosowy (ur. 1921)
  - Salomon Tandeng Muna, kameruński polityk, premier Zachodniego Kamerunu (ur. 1912)
  - Jack Shea, amerykański łyżwiarz szybki (ur. 1910)
- 2003 – Sergiusz (Konowałow), rosyjski biskup prawosławny (ur. 1941)
- 2004:
  - Pawieł Finogienow, radziecki polityk (ur. 1919)
  - Ann Miller, amerykańska aktorka, tancerka, piosenkarka (ur. 1923)
- 2005:
  - Jan Władysław Sroczyński, polski lekarz, polityk, poseł na Sejm RP (ur. 1921)
  - Consuelo Velázquez, meksykańska kompozytorka, autorka tekstów (ur. 1916)
- 2007:
  - Disco D, amerykański producent muzyczny, kompozytor hiphopowy (ur. 1980)
  - Emmanuel de Graffenried, szwajcarski kierowca wyścigowy (ur. 1914)
  - Ramón Marsal, hiszpański piłkarz (ur. 1934)
  - Elizaphan Ntakirutimana, rwandyjski pastor Kościoła Adwentystów Dnia Siódmego (ur. 1924)
  - Carlos Olivier, wenezuelski aktor (ur. 1952)
  - Abbé Pierre, francuski duchowny katolicki (ur. 1912)
  - Liz Renay, amerykańska aktorka (ur. 1926)
- 2008:
  - Heath Ledger, australijski aktor (ur. 1979)
  - Zachariasz Łyko, polski publicysta, pastor (ur. 1929)
  - Ștefan Niculescu, rumuński kompozytor (ur. 1927)
  - Piotr Szweda, polski generał dywizji (ur. 1933)
- 2009:
  - Zbigniew Czeczot-Gawrak, polski filmoznawca, historyk i teoretyk filmu, publicysta (ur. 1911)
  - Stanisław Karolkiewicz, polski generał brygady, działacz kombatancki (ur. 1918)
  - Anna Radziwiłł, polska pedagog, historyk, polityk, senator RP (ur. 1939)
  - Manfred Steffen, niemiecki aktor (ur. 1916)
  - Michaił Zajcew, rosyjski generał (ur. 1923)
- 2010:
  - Iskandar, sułtan stanu Johor i król Malezji (ur. 1932)
  - Jean Simmons, brytyjska aktorka (ur. 1929)
- 2011 – Dennis Oppenheim, amerykański artysta (ur. 1938)
- 2012:
  - Małgorzata Baranowska, polska pisarka, poetka (ur. 1945)
  - Rita Gorr, belgijska śpiewaczka operowa (mezzosopran) (ur. 1926)
  - Marek Ołdakowski, polski pisarz, dziennikarz (ur. 1936)
  - Pierre Sudreau, francuski polityk (ur. 1919)
  - Jauhien Szatochin, białoruski malarz, grafik (ur. 1947)
- 2013:
  - Anna Litwinowa, rosyjska modelka (ur. 1983)
  - Margareta Teodorescu, rumuńska szachistka (ur. 1932)
  - Lucyna Winnicka, polska aktorka, dziennikarka, publicystka (ur. 1928)
- 2014:
  - Luis Ávalos, kubański aktor (ur. 1946)
  - Akkineni Nageshwara Rao, indyjski aktor (ur. 1923)
- 2015:
  - Peggy Charren, amerykańska działaczka społeczna (ur. 1928)
  - Wendell Ford, amerykański polityk (ur. 1924)
- 2016:
  - Romana Cielątkowska, polska inżynier architekt, konserwatorka zabytków (ur. 1959)
  - Andrzej Grąziewicz, polski aktor (ur. 1940)
  - Ian Murray, brytyjski duchowny katolicki, biskup Argyll and the Isles (ur. 1932)
  - Cecil Parkinson, brytyjski polityk (ur. 1931)
  - Miloslav Ransdorf, czeski filozof, polityk, eurodeputowany (ur. 1953)
- 2017:
  - Bimba Bosé, hiszpańska modelka, aktorka, piosenkarka (ur. 1975)
  - Józef Brudny, polski zawodnik sztuk walki (ur. 1942)
  - Lisbeth Korsmo, norweska łyżwiarka szybka (ur. 1948)
  - Jaki Liebezeit, niemiecki perkusista, członek zespołu Can (ur. 1938)
  - Werner Nekes, niemiecki reżyser filmów eksperymentalnych (ur. 1944)
  - Jerzy Świderski, polski kardiolog, profesor nauk medycznych, uczestnik powstania warszawskiego (ur. 1929)
  - József Torgyán, węgierski prawnik, polityk, wicepremier, minister rolnictwa (ur. 1932)
- 2018:
  - Jimmy Armfield, angielski piłkarz, trener (ur. 1935)
  - Jerzy Kurjaniuk, polski pedagog, dydaktyk (ur. 1931)
  - Ursula K. Le Guin, amerykańska pisarka fantasy (ur. 1929)
  - Henryk Tymoteusz Marciniak, polski duchowny starokatolicki, biskup podziemnego Kościoła Starokatolickiego w PRL (ur. 1947)
- 2019:
  - Koos Andriessen, holenderski ekonomista, polityk, minister gospodarki (ur. 1928)
  - Roman Kołakowski, polski kompozytor, poeta, piosenkarz, gitarzysta, tłumacz, reżyser teatralny i estradowy (ur. 1957)
  - Kirił Petkow, bułgarski zapaśnik (ur. 1933)
  - John Mortimer Smith, amerykański duchowny katolicki, biskup Trenton (ur. 1935)
- 2020:
  - Olgierd Truszyński, polski rzeźbiarz, wykładowca akademicki (ur. 1931)
  - Teresa Tyszkiewicz, polska artystka, autorka filmów krótkometrażowych (ur. 1953)
  - Kazimierz Wajda, polski historyk, wykładowca akademicki (ur. 1930)
- 2021:
  - Hank Aaron, amerykański baseballista (ur. 1934)
  - Henryk Jerzy Chmielewski (Papcio Chmiel), polski grafik, rysownik, autor komiksów, publicysta, żołnierz AK, uczestnik powstania warszawskiego (ur. 1923)
  - Michał Gajewski, polski wspinacz, ratownik i przewodnik górski, naczelnik Grupy Tatrzańskiej GOPR (ur. 1928)
  - Fieliks Gromow, rosyjski dowódca wojskowy, admirał floty (ur. 1937)
  - Alfredo Magarotto, włoski duchowny katolicki, biskup Vittorio Veneto (ur. 1927)
  - Kamil Pulczyński, polski żużlowiec (ur. 1992)
  - Luton Shelton, jamajski piłkarz (ur. 1985)
- 2022:
  - António Lima Pereira, portugalski piłkarz (ur. 1952)
  - Sverre Stensheim, norweski biegacz narciarski (ur. 1933)
  - Thích Nhất Hạnh, wietnamski mnich buddyjski, mistrz zen (ur. 1926)
  - Janina Traczykówna, polska aktorka (ur. 1930)
- 2023:
  - Easley Blackwood, amerykański pianista, kompozytor (ur. 1933)
  - Matthew Clark, amerykański duchowny katolicki, biskup Rochester (ur. 1937)
  - Darío Jara Saguier, paragwajski piłkarz, trener (ur. 1930)
  - Hosejn Szahabi, irański reżyser i scenarzysta filmowy (ur. 1967)
  - Bernd Uhl, niemiecki duchowny katolicki, biskup pomocniczy Fryburga (ur. 1946)
  - Agustí Villaronga, hiszpański reżyser i scenarzysta filmowy i telewizyjny (ur. 1953)
  - Stanisław Waszczyński, polski duchowny katolicki, filozof, teolog (ur. 1937)
- 2024:
  - Jan Burchart, polski geolog, profesor nauk przyrodniczych (ur. 1932)
  - Maricet Espinosa, kubańska judoczka (ur. 1990)
  - Gary Graham, amerykański aktor (ur. 1950)
  - Dexter Scott King, amerykański aktor (ur. 1961)
  - Arno Penzias, amerykański fizyk, astrofizyk, laureat Nagrody Nobla w dziedzinie fizyki (ur. 1933)
  - Anatolij Poliwoda, ukraiński koszykarz (ur. 1947)
  - Luigi Riva, włoski piłkarz (ur. 1944)
  - Otto Schliwinski, niemiecki malarz i grafik (ur. 1928)
  - Andrzej Szajna, polski gimnastyk sportowy (ur. 1949)
- 2025:
  - Kazimierz Budek, polski piłkarz (ur. 1935)
  - Renata Gorczyńska, polska dziennikarka, publicystka, pisarka, krytyk literacki, tłumacz (ur. 1943)
  - Michael Longley, irlandzki poeta (ur. 1939)